# 南川河 (延河)

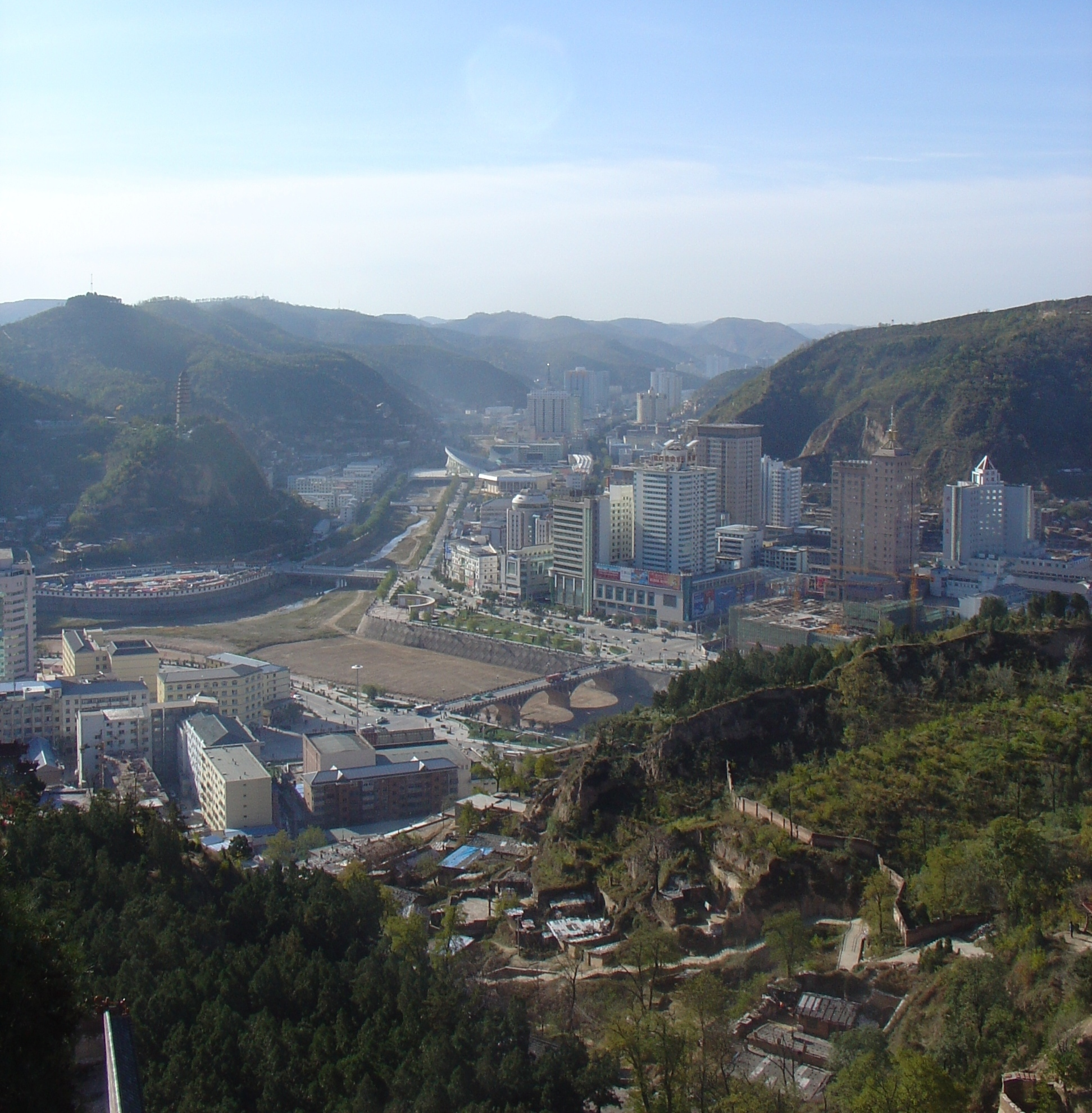
南川河与延河汇合处。

南川河，位于中华人民共和国陕西省延安市境内的一条河流，为延河右岸支流，发源于延安市宝塔区南部，柳林镇元庄村东南劳山北麓，蜿蜒向西北流，经牛庄村，于三十里铺村转北流，经沟门村、二十里铺村、高坡村、山狼岔村、王家沟村和延安市城区南部，于宝塔山西北麓汇入延河。河长23千米，流域面积432.5平方千米。